# ليون هنري
ليون هنري (بالإنجليزية: Leon Henry)‏ مواليد 14 أكتوبر 1985 في أوكلاند، هو لاعب كرة سلة نيوزلندي معتزل كما أنه فيلسوف وكاتب. بدأ مسيرته الاحترافية في سنة 2004. يلعب مع ويلينغتون ساينتس في الدوري النيوزيلندي لكرة السلة. يحمل الرقم 15.

## المسيرة الاحترافية
لعب مع ويلينغتون ساينتس من سنة 2008 إلى 2011، ثم لعب مع نيو زيلاند بريكرز في الدوري الأسترالي في موسم 2010–11، ثم لعب مع نيو زيلاند بريكرز من سنة 2011 إلى 2013، ثم لعب مع ساوثلاند شاركز في موسم 2013–2014، ثم لعب مع تاونسفيل كروكودايلز في الدوري الأسترالي من سنة 2014 إلى 2016، ثم لعب مع ويلينغتون ساينتس في سنة 2015.

## سجل المنافسة
شارك في المنافسات التالية:
- بطولة أمم أوقيانوسيا لكرة السلة 2009
- بطولة أمم أوقيانوسيا لكرة السلة 2011

## روابط خارجية
- ليون هنري على موقع الاتحاد الدولي لكرة السلة (الإنجليزية)
- ليون هنري على موقع كرة السلة الأوروبية.كوم (الإنجليزية)
- ليون هنري على موقع ريلجم (الإنجليزية)
- ليون هنري على موقع بروبوليرز (الإنجليزية)